# المدائن (إشبيلية)

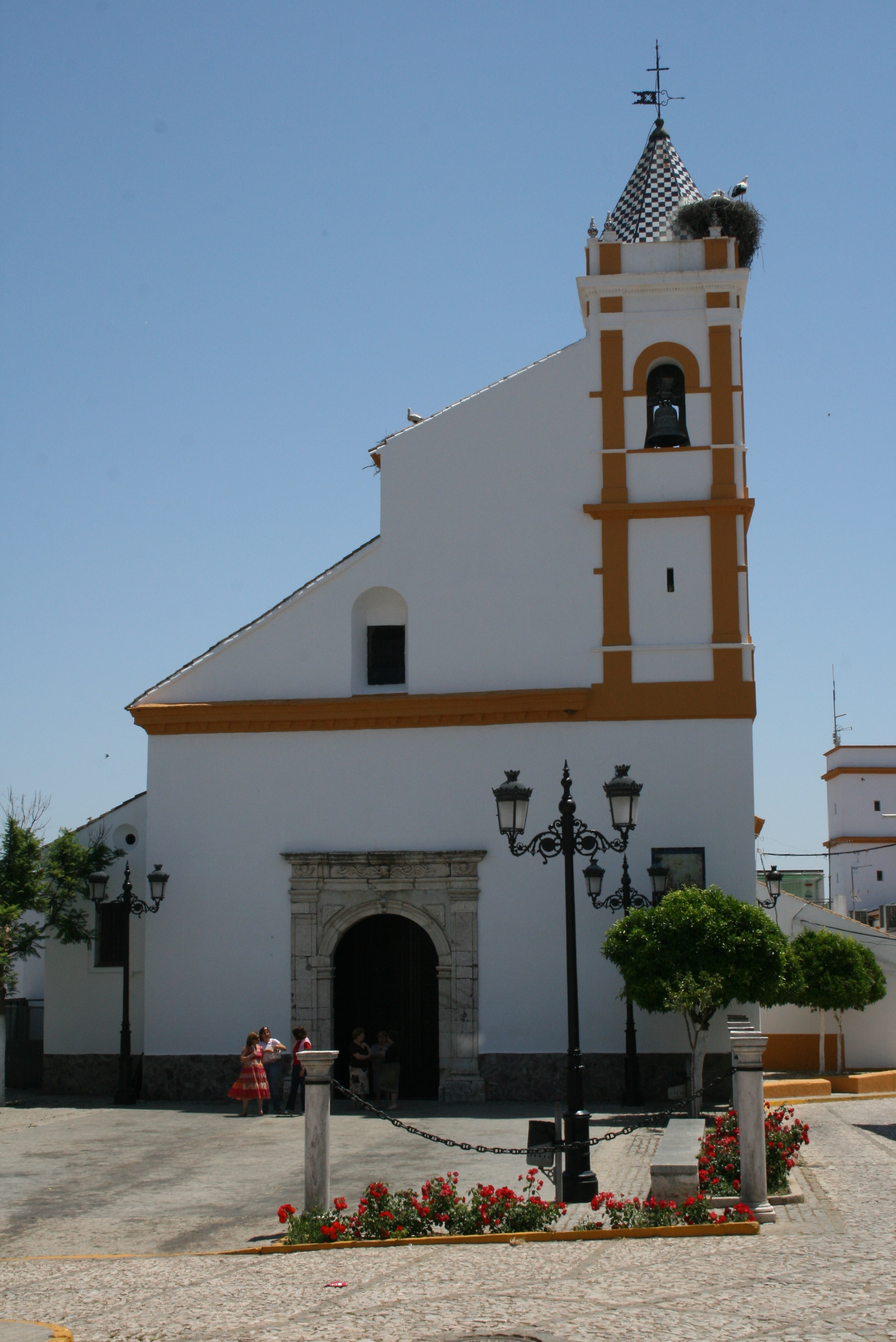

المدائن (بالإسبانية: Almadén de la Plata) هي بلدية في إشبيلية إسبانيا . كان عدد سكانها 1696 نسمة في عام 2005 ، وتبلغ الكثافة السكانية 6.6 نسمة لكل كيلومتر مربع ، وتبلغ مساحتها الإجمالية حوالي 256 نسمة كيلومتر مربع. تقع على ارتفاع 450 مترًا وتبعد 59 كيلومترًا عن إشبيلية.